# ملعب جار
ملعب جار هو ملعب مخصص لمباريات كرة القدم يقع في طشقند عاصمة أوزبكستان . يسع الملعب لجلوس 10,000 متفرج . يعتبر الملعب الرسمي الذي يخوض فيه نادي بونيودكور مبارياته. تم بنائه في سنة 1998 ثم تم تجديده في سنة 2004 .